# Powiat Naugard

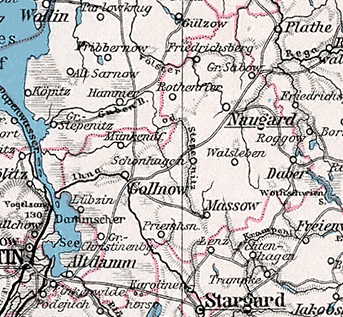
Mapa powiatu nowogardzkiego z 1905 r.

Powiat Naugard (niem. Landkreis Naugard, Kreis Naugard; pol. powiat nowogardzki) – dawny powiat na terenie kolejno Prus, Cesarstwa Niemieckiego, Republiki Weimarskiej oraz III Rzeszy, istniejący od 1818 do 1945. Należał do rejencji szczecińskiej, w prowincji Pomorze. Teren dawnego powiatu leży obecnie w Polsce, w województwie zachodniopomorskim.
W 1939 roku powiat zamieszkiwało 62 806 osób, z czego 60 201 ewangelików, 1 245 katolików, 191 pozostałych chrześcijan i 55 Żydów.
Wiosną 1945 obszar powiatu zdobyły wojska 2 Frontu Białoruskiego Armii Czerwonej. Po odejściu wojsk frontowych, powiat na podstawie uzgodnień jałtańskich został przekazany polskiej administracji. Jeszcze w tym samym roku zmieniono nazwę powiatu na powiat nowogardzki, nie zmieniając znacząco granic.
1 stycznia 1945 na terenie powiatu znajdowały się cztery miasta:
- Daber (Dobra, 2 529 mieszk[2].)
- Gollnow (Goleniów, 13 740 mieszk[2].)
- Massow (Maszewo, 3 830 mieszk[2].)
- Naugard (Nowogard, 8 202 mieszk[2], siedziba powiatu.)